# Metropolitan area network
Metropolitan area network förkortat MAN är inom datorkommunikationen en beteckning på nätverk som är så stora att det inte kan byggas som ett LAN utan att fysiska problem uppstår, men som inte är så stora att länkar över stora avstånd behövs, så som i ett WAN. Typiska MAN är stadsnät och campusnät.